# هيكتور سوازو
هيكتور سوازو (بالإسبانية: Héctor Suazo)‏ هو لاعب كرة قدم تشيلي في مركز الهجوم، ولد في 17 أبريل 1978 في تشيلي. لعب مع نادي أونيفرسيداد دي تشيلي.

## وصلات خارجية
- هيكتور سوازو على موقع قاعدة بيانات كرة القدم.إي يو (الإنجليزية)
- هيكتور سوازو على موقع Soccerway.com (الإنجليزية)